# Won't Get Fooled Again/Don't Know Myself
Won't Get Fooled Again/Don't Know Myself è il 20° singolo del gruppo musicale britannico The Who, pubblicato nel Regno Unito nel 1971.

## Tracce
Testi e musiche di Pete Townshend.
1. Won't Get Fooled Again – 3:38
2. Don't Even Know Myself – 4:56

## Storia
(Pete Townshend)
Il gruppo provò la canzone Won't Get Fooled Again a New York nel marzo 1971, ma venne poi registrato nello studio mobile dei Rolling Stones a Stargroves (a casa di Mick Jagger) il mese successivo, utilizzando il sintetizzatore del nastro demo originale di Townshend. Alla fine, il progetto di Lifehouse venne abbandonato in favore di un nuovo album, Who's Next, dove Won't Get Fooled Again venne posta come ultima traccia.
Nel brano viene usato un organo Lowrey Berkshire Deluxe TBO-1 del 1968, trattato poi attraverso i filtri del sintetizzatore EMS VCS3, viene dopo poco accompagnata dalla chitarra di Pete Townshend, dalla batteria di Keith Moon, dal basso di John Entwistle e dalla voce di Roger Daltrey.
Townshend scrisse la canzone come brano conclusivo della progettata opera rock Lifehouse, con un testo critico nei confronti della rivoluzione e del potere. Per simboleggiare la comunione spirituale che egli aveva trovato nella musica grazie alle opere di Meher Baba e Inayat Khan, Townshend inserì un miscuglio di caratteristiche umane in un sintetizzatore usandolo come base strumentale principale della traccia.
Townshend aveva letto The Mysticism of Sound and Music, un libro che illustrava la teoria dell'armonia creata dall'"accordo universale", e realizzò come la nuova tecnologia allora emergente dei sintetizzatori gli avrebbe permesso di trasmettere questa idea al pubblico. Si incontrò quindi con i tecnici della BBC Radiophonic Workshop i quali gli fornirono l'idea di catturare il suono della personalità umana attraverso la musica. Townshend intervistò svariate persone con domande di carattere generale, e registrò risposte, battiti del cuore, onde cerebrali, e previsioni astrologiche, convertendo il tutto in una serie di impulsi sonori. Per il demo di Won't Get Fooled Again, egli collegò un organo Lowrey a un sintetizzatore EMS VCS3 che trasformò in suoni gli impulsi sonori da lui catturati. Il demo venne poi completato sovraincidendo batteria, basso, chitarra elettrica, voce e battiti di mani.
Il singolo venne pubblicato il 25 giugno 1971, in una versione modificata dalla durata di 3:35. Il 17 luglio venne pubblicata anche negli Stati Uniti.
La versione completa della canzone della durata di 8 minuti e 32 secondi apparve nell'album Who's Next, pubblicato il 14 agosto negli Stati Uniti e il 27 agosto in Gran Bretagna, dove raggiunse la vetta delle classifiche.
Il lato B, I Don't Even Know Myself, fu registrata nei Eel Pie Studios nel 1970 per un EP mai realizzato. 

## Accoglienza
Il singolo raggiunse la posizione numero 9 in Gran Bretagna e la numero 15 negli Stati Uniti.
Secondo una classifica stilata dalla rivista Rolling Stone, il brano Won't Get Fooled Again è alla 133ª posizione tra le 500 canzoni più belle mai scritte nella storia della musica.
Townshend negò al regista Michael Moore il permesso di suonare la canzone sui titoli di coda del suo documentario Fahrenheit 9/11 (2004), in quanto incerto della credibilità giornalistica di Moore e non voleva che il suo lavoro potesse essere associato con un documento inattendibile. In seguito Townshend dichiarò: «Una volta capito di cosa trattava il film, fui certo al 90% che la mia canzone non era giusta per loro». In risposta Moore accusò Townshend di essere un sostenitore della guerra in Iraq, cosa che Townshend negò risolutamente. Il brano è stato usato come sigla di apertura della serie televisiva CSI: Miami.

## Formazione
- Roger Daltrey – voce
- Pete Townshend – chitarra elettrica, sintetizzatore EMS VCS 3
- John Entwistle – basso
- Keith Moon – batteria

## Cover
Nel 1972 la canzone venne reinterpretata in chiave soul dalle Labelle. Nel 1993 i Van Halen ne pubblicarono una versione live per l'album Live: Right Here, Right Now, che raggiunse il primo posto nelle classifiche rock statunitensi.